# Richard Kind
Pour les articles homonymes, voir Kind.
Richard Kind est un acteur américain, né le 22 novembre 1956 à Trenton (New Jersey).

## Biographie
Richard Kind est né le 22 novembre 1956 à Trenton, New Jersey (États-Unis).

### Carrière
Richard King est apparu dans de nombreuses séries américaines, telles que Dingue de toi, Une nounou d'enfer ou Scrubs, Stargate Atlantis et surtout Spin City. Habitué des doublages, il a souvent donné de la voix pour des personnages de dessins animés. Il est possible de l'entendre dans les versions originales de 1001 Pattes, de The Wild et Vice-versa.
Il a également fait une petite apparition dans Confessions d'un homme dangereux, premier film en tant que réalisateur de George Clooney.
Toutefois, c'est sa participation aux six saisons (1996-2002) de la série à succès Spin City qui le fait connaître du grand public.
Depuis, il s'est distingué dans deux énormes succès : la comédie A Serious Man de Joel et Ethan Coen (2009), puis en prêtant sa voix à Bing-Bong l'un des protagonistes du film d'animation Vice-versa de Pete Docter (2015).
Il poursuit également une brillante carrière sur scène. Il a ainsi notamment repris le rôle longtemps joué par Nathan Lane dans la célèbre comédie musicale à succès The Producers à Broadway.
En 2015, il tient un rôle régulier dans la série d'Amazon, Red Oaks.

### Vie privée
Il a été marié à Dana Stanley de 1999 à 2018. Ils ont trois enfants, Max, Samantha et Skyler Kind.

## Filmographie

### Cinéma

#### Longs métrages
- 1988 : Vice Versa de Brian Gilbert : Floyd
- 1991 : Ghoulies 3: Ghoulies Go to College de John Carl Buechler : Cat Ghoulie (voix)
- 1991 : De l'autre côté de Manhattan (Queens Logic) de Steve Rash : Un acteur
- 1992 : Mr. Saturday Night de Billy Crystal : Un reporter
- 1992 : Tom et Jerry, le film (Tom and Jerry: The Movie) de Phil Roman : Tom (voix)
- 1992 : Présumé coupable (All-American Murder) d'Anson Williams : Lou Alonzo
- 1993 : Quest of the Delta Knights de James Dodson : Wamthool
- 1994 : Stargate, la porte des étoiles (Stargate) de Roland Emmerich : Gary Meyers
- 1994 : Jimmy Hollywood de Barry Levinson : Le chauffeur énervé
- 1994 : Clifford de Paul Flaherty : Julien Daniels
- 1996 : Johns de Scott Silver : Paul Truman
- 1996 : Shooting Lily d'Arthur Borman : Le fleuriste
- 1997 : Froid comme la vengeance (Cold Around the Heart) de John Ridley : Nabbish, l'avocat
- 1997 : Hacks de Gary Rosen : Benny
- 1998 : 1 001 Pattes (A Bug's Life) de John Lasseter et Andrew Stanton : Molt (voix)
- 1998 : Le Livre de la jungle : L'Histoire de Mowgli (The Jungle Book: Mowgli's Story) de Nick Marck : Un chimpanzé (voix)
- 1999 : Our Friend, Martin (en) de Michael Maliani, Robert Brousseau et Vincenzo Trippetti : Mr Willis (voix)
- 2000 : Tom Sawyer de Paul Sabella : Mr Dobbins (voix)
- 2002 : Confessions d'un homme dangereux (Confessions of a Dangerous Mind) : Un homme au casting
- 2002 : Quicksand de Sam Firstenberg : Kensington
- 2003 : The Station Agent de Thomas McCarthy : Louis Tiboni
- 2003 : Nobody Knows Anything! de William Tannen : L'agent immobilier
- 2003 : Shrink Rap de Doug Cox : Herb
- 2004 : Garfield (Garfield: The Movie) de Peter Hewitt : Le père d'un rat (voix)
- 2004 : Mais où est passé Elvis ? (Elvis Has Left the Building) de Joel Zwick : Burning Elvis
- 2004 : Dog Gone Love de Rob Lundsgaard : Doug
- 2005 : Ma sorcière bien-aimée (Bewitched) de Nora Ephron : Abner Kravitz
- 2005 : Les Producteurs (The Producers) de Susan Stroman : Un juré
- 2005 : The Big Empty de Steve Anderson : Un homme
- 2006 : I Want Someone to Eat Cheese With de Jeff Garlin : Herb Hope
- 2006 : Spymate de Robert Vince : Dr Farley
- 2006 : The Wild de Steve « Spaz » Williams : Larry (voix)
- 2006 : For Your Consideration de Christopher Guest : Un homme du marketing
- 2006 : Everyone's Hero de Colin Brady, Christopher Reeve et Dan St. Pierre : Andy (voix)
- 2006 : Raising Flagg de Neal Miller : Bill Reed
- 2007 : Bagboy de Mort Nathan : Dave Weiner
- 2008 : Very Bad Strip, la cave se rebiffe ! (The Grand) de Zak Penn : Andy Andrews
- 2008 : The Visitor de Thomas McCarthy : Jacob
- 2008 : Le Grand Stan (Big Stan) de Rob Schneider : Mal
- 2008 : The Neighbor d'Eddie O'Flaherty : Wilder
- 2008 : Docteur Dolittle 4 (Dr. Dolittle: Tail to the Chief) de Craig Shapiro : Marmotte (voix)
- 2009 : A Serious Man de Joel et Ethan Coen : Oncle Arthur
- 2009 : Une idée de génie (Ingenious) de Jeff Balsmeyer : Newkin
- 2009 : Les Copains fêtent Noël (Santa Buddies) de Robert Vince : Eddy, le lutin (voix)
- 2009 : Help Me, Help You de Ravi Godse : Fish
- 2010 : Au-delà (Hereafter) de Clint Eastwood : Christos
- 2010 : Toy Story 3 de Lee Unkrich : Bookworm (voix)
- 2010 : La Mission de Chien Noël (The Search for Santa Paws) de Robert Vince : Eddy, le lutin (voix)
- 2011 : Cars 2 de John Lasseter et Brad Lewis : Van (voix)
- 2011 : Fancypants de Joshua Russell : Mr Camp
- 2012 : Argo de Ben Affleck : Max Klein
- 2012 : Les chiots Noël : La relève est arrivée (Santa Paws 2: The Santa Pups) de Robert Vince : Eddy, le lutin (voix)
- 2012 : BuzzKill de Steven Kampmann : Stan Fuller (voix)
- 2012 : Divorce Invitation de S.V. Krishna Reddy : George Mason
- 2013 : Dealin' with Idiots de Jeff Garlin : Harold
- 2014 : Deuxième Chance à Brooklyn (The Angriest Man in Brooklyn) de Phil Alden Robinson : Bix Field
- 2014 : Obvious Child de Gillian Robespierre : Jacob Stern
- 2014 : Chu and Blossom de Charles Chu et Gavin Kelly : Fred
- 2014 : All Stars de Lance Kinsey : Lui-même
- 2015 : Vice-versa (Inside Out) : Bing-Bong (voix)
- 2015 : Ride d'Helen Hunt : Le patron
- 2015 : Gus de Christian De Vita : Michka (voix anglaise)
- 2016 : All We Had de Katie Holmes : Marty
- 2016 : The Paper Store de Nicholas Gray : Professeur Marty Kane
- 2016 : The Lennon Report de Jeremy Profe : Dr Stephan G. Lynn
- 2016 : Jacqueline Argentine de Bernardo Britto : Le détective privé
- 2016 : Detours de Robert McCaskill : Sam Jacobson
- 2016 : Albion (Albion: The Enchanted Stallion) de Castille Landon : Brian
- 2017 : Bienvenue à Suburbicon (Suburbicon) de George Clooney : John Sears
- 2017 : Bernard and Huey de Dan Mirvish : Marty
- 2017 : Andover de Scott Perlman : Harold
- 2018 : The Independents de Greg Naughton : Granny
- 2019 : Scandale (Bombshell) de Jay Roach : Rudy Giuliani
- 2019 : Juste pour rire (The Last Laugh) de Greg Pritikin : Jimbo
- 2019 : Auggie de Matt Kane : Felix Greystone
- 2019 : The Social Ones de Laura Kosann : L'architecte
- 2020 : Le Beau Rôle (The Stand-In) de Jamie Babbit : Wes
- 2020 : Rifkin's Festival de Woody Allen : Le père de Mort
- 2020 : Ella Bella Bingo (Elleville Elfrid) d'Atle Solberg Blakseth et Frank Mosvold : Mr. Jackson (voix)
- 2020 : The Bellmen de Cameron Fife : Sid
- 2021 : Tick, Tick... Boom! de Lin-Manuel Miranda : Walter Bloom
- 2021 : Les Bouchetrous (Extinct) de David Silverman et Raymond S. Persi : Wally (voix)
- 2021 : 18½ de Dan Mirvish : Jack
- 2021 : Cupid for Christmas de Blayne Weaver : Cupidon
- 2022 : Cours et tire (Run and Gun) de Christopher Borrelli : Grayson
- 2022 : Tankhouse de Noam Tomaschoff : Morten
- 2023 : Beau Is Afraid d'Ari Aster : Dr Cohen
- 2023 : Gangsters par alliance (The Out-Laws) de Tyler Spindel : Neil Browning
- 2023 : Monk, le retour (Mr. Monk's Last Case: A Monk Movie) de Randall Zisk : Le directeur funéraire
- 2023 : Hidden Exposure de Todd Bogin : Randall Abbott
- 2023 : The Magnificent Meyersons d'Evan Oppenheimer : Morty Meyerson
- 2023 : Monsters of California de Tom DeLonge : Dr Walker
- 2024 : Wolfs de Jon Watts : Le père du garçon
- 2025 : Portal to Hell de Woody Bess : Chip

#### Courts métrages
- 1995 : Beauville de Rudolf Mestdagh : Le médecin
- 1998 : Waiting for Woody de Grant Heslov : Le portier
- 2004 : The Ingrate de Krystoff Przykucki : Un homme sur la plage
- 2005 : Stop de Richard Chassler : Mr Cale
- 2005 : The Big Empty de Newton Thomas Sigel et Lisa Chang : Le présentateur du talk-show
- 2008 : Money Game de Tom Cavanagh : Le médecin
- 2011 : Bad Seed de Sean Skelton : Tim
- 2011 : New and Used de Josh Grisetti : Le vendeur
- 2012 : The Refineries de Stephen Bozzo : Thomas
- 2014 : What Cheer? de Michael Slavens : Stan
- 2016 : Black Swell de Jake Honig : Mr Fennimore
- 2019 : The Reception de Sean Sakamoto : Robert
- 2023 : Thin Skinned de Joe Imburgio : Le croque-mort
- 2024 : Night Session de Ballard C. Boyd : Le propriétaire

### Télévision

#### Téléfilms
- 1985 : Justice (Two Fathers' Justice) de Rod Holcomb : Turpin, avocat du procureur
- 2007 : La Malédiction des sables (Sands of Oblivion) de David Flores : Ira

#### Séries télévisées
- 1987 : Flic à tout faire (Hooperman) : Mr Miller
- 1988 : Mr. Belvedere : Joe
- 1988 : Annie McGuire : Ned Tiegraber
- 1988 : Sam suffit (My Sister Sam) : Lang
- 1989 : La Maison en folie (Empty Nest) : Elton Sexon
- 1989 : Unsub : Jimmy Bello
- 1989 : 21 Jump Street : Un homme au téléphone (voix)
- 1989 : Anything But Love : Bradley
- 1991 : Princesses : Len Kleckner
- 1992 : Great Scott! : Alberts
- 1992-1996 / 1999 / 2019 : Dingue de toi (Mad About You) : Dr Mark Devanow
- 1993-1995 : L'As de la crime (The Commish) : Alex Beebee
- 1994 : Une nounou d'enfer (The Nanny) : Jeffrey Needleman
- 1994 : Blue Skies : Kenny
- 1995 : L'Homme de nulle part (Nowhere Man) : Max Webb
- 1995 : Space 2063 : Colonel Matthew Burke
- 1995 : A Whole New Ballgame (en) : Dwight Kling
- 1996-2002 : Spin City : Paul Lassiter
- 1998 : Something So Right : Paul Lassiter
- 1999 : Strangers with Candy : Harry Link
- 2001 : La Guerre des Stevens (Even Stevens) : oncle Chuck Stevens
- 2002-2003 : Une famille presque parfaite (Still Standing) : Dr Nathan Gerber
- 2002 / 2004-2005 / 2009 / 2020-2021 : Larry et son nombril (Curb Your Enthusiasm) : cousin Andy
- 2003 : Voilà ! (Just Shoot Me!) : Jimmy Korsh
- 2003 : Miss Match : Phil Weston
- 2003 - 2004 : Scrubs : Harvey Corman
- 2004 : Girlfriends (série télévisée, 2000)'Girlfriends : Peter Miller
- 2004 : Division d'élite (The Division) : Hicks
- 2004 : Oliver Beene : Barnaby Rollins
- 2004 : Less Than Perfect : Lance Corcoran
- 2005 : DOS : Division des opérations spéciales (E-Ring) : Danton Murphy
- 2005 : Head Cases : Lou Albertini
- 2005 / 2013 : 1, rue Sésame (Sesame Street) : un homme avec la ballon / M. Dsigracey
- 2006 : Stargate Atlantis : Lucius Luvin
- 2006 : Three Moons Over Milford : Pete Watson
- 2007 : Mon oncle Charlie (Two and a Half Men) : Artie
- 2007 : New York, section criminelle (Law and Order: Criminal Intent) : Ernest Foley
- 2007 : Psych : Enquêteur malgré lui (Psych) : Hugo
- 2007 : All of Us : Dennis
- 2009 : Sherri : un voisin
- 2010 : Burn Notice : Marv
- 2010 : Trauma : Ira
- 2010 : Leverage : le maire Bradford Culpepper
- 2010 : Pour le meilleur et le pire (Til Death) : Charlie
- 2011 : La Loi selon Harry (Harry's Law) : Marty Slumach
- 2011 : Mr. Sunshine : Rod McDaniel
- 2012 : NYC 22 : Geoff Arnhauldt
- 2012 / 2019 : New York, unité spéciale (Law and Order: Special Victims Unit) : Jonas Dworkin / Richard Biegel
- 2013 : Drop Dead Diva : Marty Frumm
- 2013 : Un flic d'exception (Golden Boy) : Paul Daly
- 2013 : Kroll Show : Mark
- 2013 : Childrens Hospital : Marvin
- 2013 : The Good Wife : Juge Alan Davies
- 2013-2022 : Les Goldberg (The Goldbergs) : Formica Michael Mikowitz
- 2014 : The Michael J. Fox Show : M. Norwood
- 2014 : The Middle : Dr Niller
- 2014 : Bad Teacher : le mari de Brie
- 2014-2017 : Red Oaks : Sam Myers
- 2014-2017 / 2019 : Gotham : le maire Aubrey James
- 2015 : Unbreakable Kimmy Schmidt : M. Lefkovitz
- 2015 : Happyish : Moses
- 2015 : Survivor's Remorse : Ira Irwin
- 2015 : What's Your Emergency : Devon Micketty
- 2015 : Understudies : Martin Ekhart
- 2016 : Elementary : Trent Garby
- 2016 : Difficult People : Harvey
- 2017 : Flynn Carson et les Nouveaux Aventuriers (The Librarians) : Bennie Konopka (voix)
- 2017 : Man Seeking Woman : Dieu
- 2017 : Disjointed : agent spécial Schwartz
- 2017 : Still the King : le père de Walt
- 2017 : I'm Dying Up Here : Marty Dansak
- 2017-2022 : Les Goldberg (The Goldbergs) : Formica Michael Mikowitz
- 2018-2019 : Young Sheldon : Ira Rosenbloom
- 2019 : Brockmire : Gus Barton
- 2019 : Life in Pieces : Stuart
- 2019 : Transparent : Howard
- 2019 : A Million Little Things : Seymour
- 2019-2020 : At Home with Amy Sedaris : Lenny
- 2019-2022 : The Good Fight : le juge Alan Davies
- 2019-2023 : The Other Two : Skip Schamplin
- 2020 : Penny Dreadful: City of Angels : Sam Bloom
- 2020 : Almost Paradise : oncle Danny
- 2020 : Indebted : Art
- 2021 : Everything's Gonna Be Okay : Toby
- 2021 : If I'm Alive Next Week... : Archie
- 2021 : Hudson Falls : Ray McClane
- 2022 : The Watcher : Mitch
- 2022-2023 : East New York : le capitaine Stan Yenko
- 2024 : Evil : le juge Jared Jeter
- 2024 : Only Murders in the Building : Vince Fish
- 2024 : Girls5eva : lui-même
- 2024 : Night Court : Sy Hoffman
- 2025 : Poker Face : Jeffrey Hasp saison 2, épisode 3

#### Séries d'animation
- 1998-1999 : Les Nouvelles Aventures de Doug (Brand Spanking New! Doug) : Bobby (voix)
- 1999 : La Famille Delajungle (The Wild Thornberrys) : Lyrebird (voix)
- 2001-2002 : Oswald la pieuvre (Oswald) : Pongo (voix)
- 2003 / 2007 : Kim Possible : Frugal Lucre (voix)
- 2004 : Le Roi de Las Vegas (Father of the Pride) : un zèbre (voix)
- 2005-2025 : American Dad! : Al Tuttle (voix)
- 2009 : Chowder : Gumbo (voix)
- 2009 : Dora l'exploratrice (Dora the Explorer) : Le Roi (voix)
- 2009-2011 : Les Pingouins de Madagascar (The Penguins of Madagascar) : Roger (voix)
- 2011 : Phinéas et Ferb (Phineas and Ferb) : un homme (voix)
- 2014 : TripTank : Stanley / le père (voix)
- 2014-2015 : Randy Cunningham, le ninja (Randy Cunningham: 9th Grade Ninja) : Mort Weinerman (voix)
- 2016-2017 : Lego Star Wars : Les Aventures des Freemaker (Lego Star Wars: The Freemaker Adventures) : le capitaine Durpin (voix)
- 2017 : Jeff and Some Aliens : Stanley / le concierge (voix)
- 2017-2018 : Elena d'Avalor (Elena of Avalor) : Cacahuète (voix)
- 2017-2019 : Welcome to the Wayne : Harvey Timbers (voix)
- 2017-2020 : Raiponce, la série (Rapunzel's Tangled Adventure) : oncle Monty (voix)
- 2017-2023 : Big Mouth : Marty Glouberman (voix)
- 2018-2020 : La Colo magique (Summer Camp Island) : Harold / Un requin / le père (voix)
- 2020 : Les Simpson (The Simpsons) : le directeur (voix)
- 2020 : Bob's Burgers : Jules (voix)
- 2020 : Helpsters : Land Lars (voix)
- 2021 : Star Trek: Lower Decks : Doopler (voix)
- 2021 : Mickey et ses amis : Top Départ ! (Mickey and the Roadster Racers) : oncle Manny (voix)
- 2021 : Devil May Care : Smith, le météorologue (voix)
- 2021-2024 : La Maison magique de Mickey (Mickey Mouse Funhouse) : Cheezel (voix)
- 2022 : Beavis et Butt-Head (Mike Judge's Beavis and Butt-Head) : le rabbin (voix)
- 2023 : Les Griffin (Family Guy) : Rabbin Goldstein / Harold Goldfarb (voix)
- 2023 : Ten Year Old Tom : un instructeur / le père du concierge (voix)
- 2023-2024 : Hamster et Gretel (Hamster and Gretel) : Tchotchke (voix)
- 2024 : Clone High : Nostradamus (voix)
- 2024 : Kite Man: Hell Yeah! : l'inspecteur sanitaire (voix)

## Voix francophones
En version française, Richard Kind est principalement doublé par Gérard Surugue depuis la série Spin City. Il le retrouve notamment dans Scrubs, Stargate Atlantis, Mon oncle Charlie, Le Grand Stan, Au-delà, Burn Notice, The Good Wife ou encore A Million Little Things.
En parallèle, Patrice Dozier le double au début des années 2000 dans Une famille presque parfaite puis en 2012 dans Argo et en 2019 dans Scandale. Il est également doublé par Bruno Abraham-Kremer dans A Serious Man, Patrick Préjean dans Luck ou encore par Gabriel Le Doze dans Gotham. Michel Dodane le double également à deux reprises dans Un flic d'exception et Unbreakable Kimmy Schmidt.
Depuis le milieu des années 2010, Bernard Bollet le double également de manière régulière, comme dans Red Oaks, Happyish, Young Sheldon, Helpsters, Rifkin's Festival ou encore Beau Is Afraid. Philippe Catoire, qui l'avait doublé dans les années 1990 dans Dingue de toi, le retrouve dans Tick, Tick... Boom!. En 2023, Patrick Préjean lui prête sa voix dans Gangsters par alliance.